# South Farquhar
South Farquhar oder Île du Sud (South Island) ist eine Insel der Seychellen im Farquhar-Atoll in den Outer Islands.

## Geographie
Die Insel liegt im Südwesten des Farquhar-Atolls, nördlich von Goelette Island. Im Norden schließen sich die drei Manaha-Inseln und in der Folge North Farquhar (Île du Nord) an.
Mit Abmessungen von 5400 × 800 m hat das Motu eine Fläche von ca. 419,5 ha.